# ロイヤル・ヴィクトリア勲章
ロイヤル・ヴィクトリア勲章（Royal Victorian Order）は、グレートブリテン及び北アイルランド連合王国（イギリス）の騎士団勲章。王室関係者が対象とされ、王族及び宮内長官から庭師や下僕に至るまでの王室に奉職した者へ、君主個人から贈られる勲章である。類似した勲章としてロイヤル・ヴィクトリア頸飾があるが、別の勲章とされている。しかし、その授与対象や基準は、ロイヤル・ヴィクトリア勲章の直接上位勲章と言えるものである。

## 概要

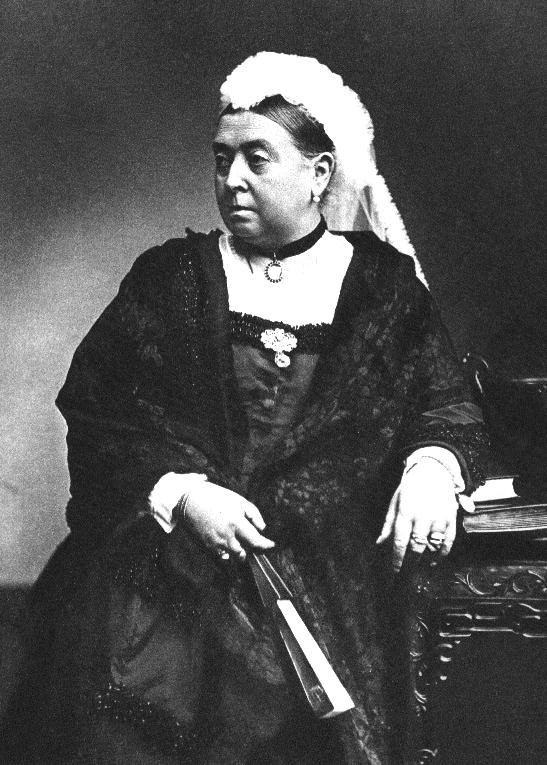
ヴィクトリア女王

ヴィクトリア女王の在位60周年を翌年に控えた1896年、女王に長年仕えた人達に対する女王からの贈り物として制定された。制定日は4月21日だが、公式記念日は女王が即位した日である6月20日とされている。
君主個人からの贈り物という性質上、叙勲の決定は君主個人の判断による。そして、叙勲の基準が君主との関係であることから、王族が主要な授与対象であり、女性王族のほぼ全員が最上級のデイム・グランド・クロスに叙されており、君主の縁戚である外国の王族にも広く贈られてきた。また、外国の王妃や継嗣、王弟へ贈呈する勲章としても使われており、ガーター騎士である昭和天皇や上皇明仁も皇太子時代には男性最上級のナイト・グランド・クロスに叙されている。当初は、即位して日が浅いことや、非キリスト教徒であるといった理由でガーター勲章の基準に満たないとされる外国君主が訪英した場合にもロイヤル・ヴィクトリア勲章ナイト・グランド・クロスまたはデイム・グランド・クロスが贈られていたが、ロイヤル・ヴィクトリア頚飾が制定されて以降はこの章が贈られるようになった。
内外の王族以外では、王室に関係する公職を務めた者や宮廷職員の他、イギリス連邦諸国へ行幸する際は現地の関係者が主な対象となる。外国人への叙勲も同様で、他国の宮廷関係者や、君主が他国を公式訪問する際にはその国の関係者へ贈られる。外国人で最初の受章者は、ヴィクトリア女王の外遊先のニース市長であった。日本人に関しても、初のナイト・グランド・クロス受章者である林董は日英同盟締結の功によるものだが、2人目は徳大寺実則侍従長であり、昭和天皇の侍従長入江相政も叙勲されている。東郷平八郎の場合は、ジョージ5世の戴冠式に列席した際に贈られた。

## 等級と勲章
イギリスの他の騎士団勲章（order）と同様に、騎士団（勲爵士団）へ入団することが栄誉であり、記章はその団員証として授与されるものである。すなわち、叙勲されるという事は勲爵士団への入団を意味する。ロイヤル・ヴィクトリア騎士団はグランドマスターである君主の下に5階級の団員で構成されており、設立当初は、1等は男性がナイト・グランド・クロス（Knight Grand Cross）で女性はデイム・グランド・クロス（Dame Grand Cross）、2等は男性がナイト・コマンダー（Knight Commander）で女性はデイム・コマンダー（Dame Commander）、3等はコマンダー (Commander)、4等及び5等級にはメンバー (Member)の勲位が与えられた。このうち、ナイト並びにデイム・グランド・クロス、及びナイト並びにデイム・コマンダーはナイトの爵位である。1984年、4等級がレフテナント (Lieutenant)とされ、5等級をメンバーとするようになった。
各等級に共通する記章のデザインはマルタ十字を基本として中央に縦長の楕円形が組み合わされ、楕円の外輪部は金文字で”Victoria”と記されたロイヤルブルーの環になっている。その中には赤のエナメルが施され、中心に金の飾り文字が配されている。5等のメンバー級の章以外はマルタ十字に白いエナメルが施され、中央の楕円の上には細部までエナメル彩色が施された金の王冠が載っている。綬の紋様は共通で、ダークブルーの両縁に赤・白・赤の細いストライプが入っている。
| 等級                       | ナイト（デイム）・グランド・クロス | ナイト（デイム）・コマンダー | コマンダー | ルテナント | メンバー |
| 敬称                       | サー / デイム                      | サー / デイム                |            |            |          |
| ポスト・ノミナル・レターズ | GCVO                               | KCVO / DCVO                  | CVO        | LVO        | MVO      |
| 記章                       |                                    |                              |            |            |          |

### ナイト・グランド・クロス及びデイム・グランド・クロス

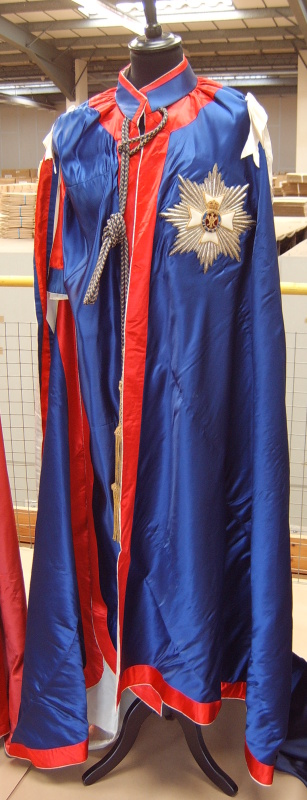
騎士団のローブ

ポスト・ノミナル・レターズは”GCVO”。序列は、聖マイケル・聖ジョージ勲章ナイト・グランドクロス／デイム・グランド・クロスと大英帝国勲章ナイト・グランドクロス／デイム・グランド・クロスの間に位置し、騎士団勲章中の順位は8番目（運用中のものでは6番目）である。勲章は、記章の他に星章と頚飾が授与され、更に騎士団の正装として綬と同色のローブが定められている。
記章のマルタ十字は金地金に白の七宝。大綬を以て右肩から左腰へ掛ける。
星章は銀の八芒星の中心に、記章と同じデザインの金地金白色七宝製マルタ十字が配されている。左肋に佩用する。
頚飾は”VICTORIA”-”BRITT REG”-”DEF FID”-”IND IMP”の文字と各節の間に入る青い八角形の板を繋げた金の鎖で、中央の八角形の中には女王の横顔がデザインされた金のコイン、他の八角形の中には金の薔薇が埋め込まれている。頚飾の先端にも金地金白色七宝製マルタ十字の記章が下げられている。

### ナイト・コマンダー及びデイム・コマンダー
ポスト・ノミナル・レターズはナイト・コマンダーが”KCVO”でデイム・コマンダーは”DCVO”。序列は、聖マイケル・聖ジョージ勲章ナイト・コマンダー／デイム・コマンダーと大英帝国勲章ナイト・コマンダー／デイム・コマンダーの間に位置する。記章の他に星章が授与される。
記章のマルタ十字は金地金に白の七宝。ナイト・コマンダーは中綬を以て首から下げて、デイム・コマンダーは左胸上部の肩の辺りに蝶結びのリボンで留めて佩用する。
星章は大小の銀製マルタ十字が組み合わされた構図で、更に記章と同様のデザインで銀製のマルタ十字がその中心に組み込まれている。日本やフランスの2等勲章の星章が右胸なのに対し、本星章も左胸に佩用する。

### コマンダー
ポスト・ノミナル・レターズは”CVO”。序列は、聖マイケル・聖ジョージ勲章コンパニオンと大英帝国勲章コマンダーの間に位置する。
記章のみが授与される。記章のマルタ十字は金地金に白の七宝。男性コマンダーは中綬を以て首から下げて、女性コマンダーは左胸上部の肩の辺りに蝶結びのリボンで留めて佩用する。

### レフテナント
ポスト・ノミナル・レターズは”LVO”（1984年以前はMVO）。序列は、殊功勲章と大英帝国勲章オフィサーの間に位置する。記章のみが授与される。記章のマルタ十字は金地金に白の七宝。小綬を以て左胸上部に佩用する。

### メンバー
ポスト・ノミナル・レターズは”MVO”。序列は、帝国功労勲章と大英帝国勲章メンバーの間に位置する。記章のみが授与される。記章のマルタ十字は銀地金で七宝無し。小綬を以て左胸上部に佩用する。

## 受章者一覧

### ナイト・グランド・クロス及びデイム・グランド・クロスの現保有外国人
身位等は受章当時。
- 1953年 - 皇太子明仁親王
- 1955年 - ハーラル王太子
- 1974年 - ヘンリク (デンマーク王配)
- 1976年 - アンリ大公世子
- 1979年 - カーブース・ビン・サイード
- 1980年 - ムハンマド王太子
- 1982年 - ベアトリクス女王
- 1988年 - アストゥリアス公フェリペ王子
- 1995年 - カレド・アブドゥルアジズアル
- 1996年 - ワチラーロンコーン王太子
- 1996年 - シリントーン王女
- 1996年 - チュラポーン王女
- 1996年 - ルイジ・バルバリート
- 1998年 - アルムタデー・ビラ
- 2000年 - Emeka Anyaoku
- 2016年 - カマレシュ・シャルマ
- アルベール2世
- ハッサン・ビン・タラル

## 参考資料

### 書籍
- 小川賢治『勲章の社会学』晃洋書房、2009年3月。ISBN 978-4-7710-2039-9。
- 君塚直隆『女王陛下のブルーリボン-ガーター勲章とイギリス外交-』NTT出版、2004年。ISBN 4757140738。